# Vlakte

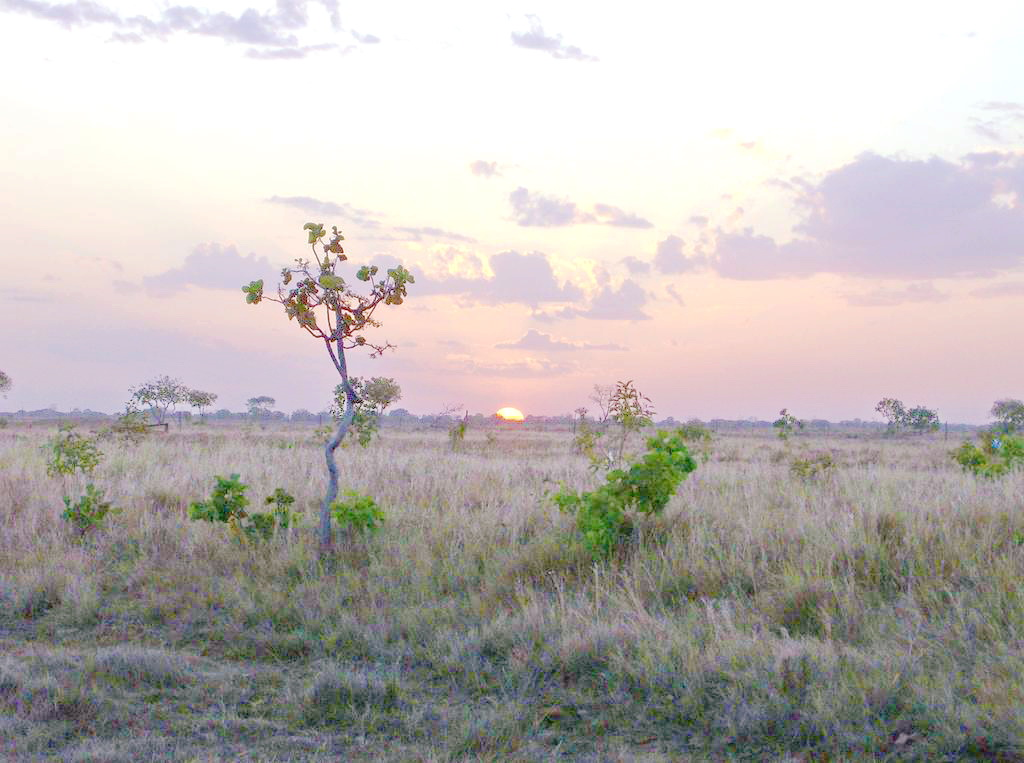
Vlakte in Venezuela

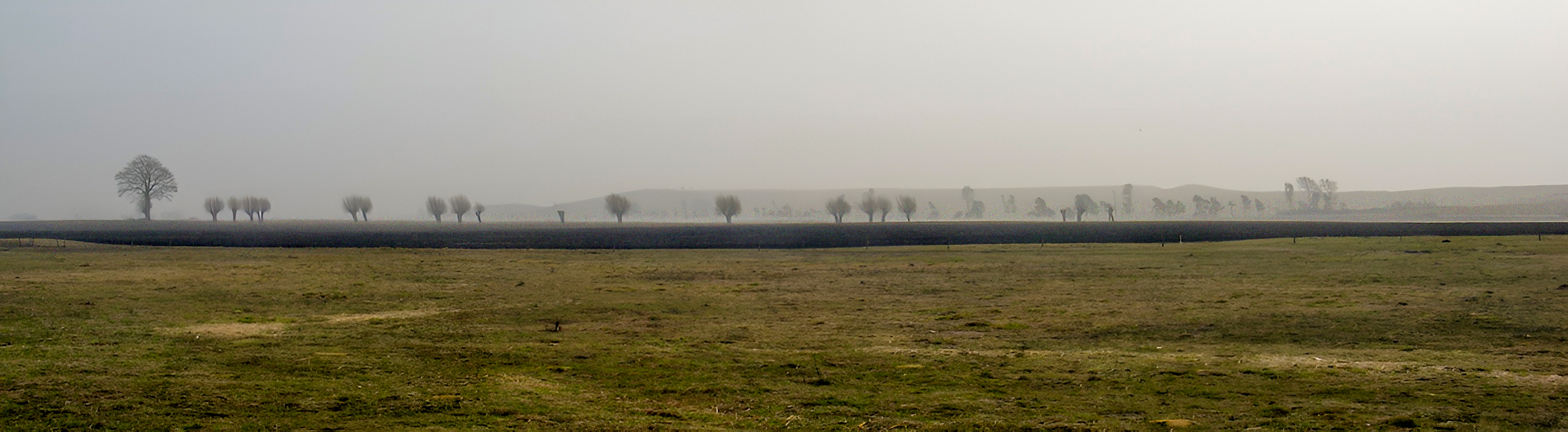
Vlakte in de provincie Skåne in Zuid-Zweden

Een vlakte is een grote morfotektonische eenheid met relatief weinig reliëf en meestal op geringe hoogte gelegen. Vlaktes kunnen beter geschikt zijn voor landbouw dan plateaus of gebergten. De zijkanten van de valleien zijn slechts zacht hellend en rivieren hebben grote meanders. Het substraat bestaat uit recent sedimentair gesteente met (sub)horizontale afzettingen. Vlaktes kunnen ook overblijfselen zijn van veel grotere gebieden die nu grotendeels geërodeerd zijn, zoals oude gebergten of vulkaan.

## Kustvlakte
- zeer uitgestrekt, langs zee of oceaan.
- aanwezigheid van sedimentaire afzettingen, met gelaagdheid die helt naar de zee toe.

### Epirogene kustvlakte
- positieve epirogenese: regressie
- negatieve epirogenese: transgressie (de zee wint terrein t.o.v. het land)

### Eustatische kustvlakte
Eustasie = veranderingen in het niveau van de oceaan.
- of verbonden aan tektonische veranderingen (en dus veranderingen in volume van de oceaan)
- of glacioeustatisme: ten gevolge van vorming of smelten van ijskap; vb. Vlaamse vallei. De Noordzee lag vroeger dieper dan nu omwille van het grote volume water opgeslagen in de ijskappen. De dalen waren veel dieper ingesneden. Er waren brede depressies van de Scheldemonding tot ten zuiden van Gent tijdens het Pleistoceen. Ongeveer 10 000 jaar geleden steeg het zeeniveau en werd de vallei opgevuld met sediment.

### Isostatische kustvlakte
Isostasie vindt plaats ten gevolge van bewegingen van de aardkorst, zodat het evenwicht bewaard wordt van de lithosfeer die op de asthenosfeer drijft. Sedimentaccumulatie leidt tot substantie en erosie tot opheffing.

### Opvullings-kustvlakte
Ten gevolge van accumulatie van sediment (vb. delta).

## Continentale vlakte
Substraat bestaat uit continentale afzettingen

### Lacustriene vlakte
Het gaat om de opvulling van een gesloten bekken met sediment dat werd aangevoerd door rivieren. De oppervlakte kan zeer verscheiden zijn: van binnenzee tot meertje. Enkele voorbeelden zijn de Aralzee, de Dode Zee en chotts in Tunesië en Algerije.
Van oorsprong is een dergelijk gesloten bekken vaak een graben (lang en smal) of een gebied in Tektonische dalingsubsidentie (lang en breed).

### Alluviale vlakte
Een alluviale vlakte is een accumulatie van alluvium in de valleibodem. 

## Schiervlakte
Een schiervlakte is een uitgebreid, ongeveer vlak oppervlak, met rivieren die een zwakke hellingsgradiënt hebben; eindresultaat van langdurige erosieactiviteit; eindstadium van erosieactiviteit, tenzij een verjonging van het reliëf plaatsvindt.

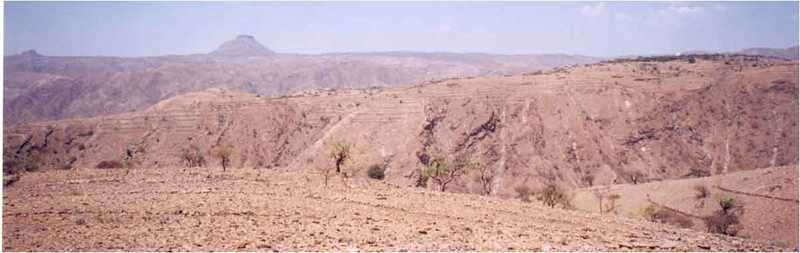
In het centrum van deze schiervlakte in Abergele (Ethiopië) ligt nog een monadnock. De schiervlakte is opheven geworden, hetgeen leidde tot herinsnijding van de rivieren

Het substraat (bedrock) kan bestaan uit geplooide formaties die dan verder geërodeerd worden tot een min of meer vlak gebied. Resten van het oorspronkelijke reliëf kunnen achterblijven als getuigenheuvels of monadnocks. Een echte vlakte daarentegen bestaat uit relatief recente subhorizontale afzettingen.
Als een schiervlakte wordt opgeheven kan een herinsnijding plaats vinden van die schiervlakte.

## Andere soorten vlaktes
- Abyssale vlakte
- Dekzandvlakte
- Keileemvlakte
- Lavavlakte
- Vloedvlakte